# Summum bonum (báseň)
Summum bonum je krátká báseň Roberta Browninga, která pochází ze sbírky Asolando (1889), poslední basníkovy knížky. Báseň se skládá z osmi veršů a rýmuje se podle schémy ababbcab. Metrum je pětistopý a dvoustopý anapest: ssSssSssSssSssS/ssSssS. Její charakteristickou vlastností je využití v mnohých místech aliterace: breath - bloom- bag - bee.
All the breath and the bloom of the year in the bag of one bee:
All the wonder and wealth of the mine in the heart of one gem:
In the core of one pearl all the shade and the shine of the sea:
Breath and bloom, shade and shine, wonder, wealth, and--how far above them--
Truth, that's brighter than gem,
Trust, that's purer than pearl,--
Brightest truth, purest trust in the universe--all were for me
In the kiss of one girl.
Starý (bylo mu 77 let) a životně zkušený básník tvrdí, že jeden polibek mladé dívky ma větší hodnotu než všechny krásy světa.